# سباستین رابرتز
سباستین رابرتز (انگلیسی: Sebastian Roberts؛ زادهٔ ۱۹۵۴ (۷۰–۷۱ سال)) فرد نظامی اهل بریتانیا است. وی همچنین برندهٔ جوایزی همچون نشان سلطنتی ویکتوریایی و نشان امپراتوری بریتانیا شده‌است.